# Danish Air Transport
DAT - Danish Air Transport is een luchtvaartmaatschappij met als thuishaven Vamdrup, Denemarken. Zij levert reguliere passagiers- en vrachtluchtvaartdiensten en passagiers- en vrachtcharters ad hoc. 

## Code informatie
- IATA Code: DX
- ICAO Code: DTR
- Roepletters: Danish

## Geschiedenis
De luchtvaartmaatschappij werd in 1989 gesticht. In eerste instantie was ze een vrachtluchtvaartmaatschappij, maar gauw kwamen er speciale diensten, waaronder het transporteren van levende paarden en bevoorrading tijdens de Parijs-Dakar Rally. Passagierscharters begonnen in 1994. Reguliere vluchten begonnen op 18 november 1996. De luchtvaartmaatschappij is in bezit van de familie Rungholm (60%) en privéinvesteerders (40%). Zij bezit zelf de Danu Oro Transportas, een luchtvaartmaatschappij met als thuishaven Litouwen.

## Luchtvloot
De luchtvloot van DAT bestaat uit de volgende vliegtuigen, exclusief uitgeleende vliegtuigen (mei 2020):
- 2 Airbus A320-200
- 1 Airbus A321-200
- 5 ATR 42
- 9 ATR 72
- 1 McDonnell Douglas MD-82
- 1 McDonnell Douglas MD-83